# Lutz Ilisch
Lutz Ilisch (* 1950 in Billerbeck) ist ein deutscher Arabist und Numismatiker. 

## Leben
Lutz Ilisch, jüngerer Bruder des Numismatiker Peter Ilisch, studierte nach Schulbesuch in Münster an der Universität Münster Arabistik/Islamwissenschaft, Ur- und Frühgeschichte sowie Historische Hilfswissenschaften (mit Schwerpunkt Numismatik). 1979 erwarb er mit einer Arbeit über Geschenkmünzen und Münzgeschenke in der islamischen Welt den Grad des Magister Artium. 1985 folgte die Promotion mit einer Arbeit über die Geschichte der Artuqidenherrschaft von Mardin zwischen Mamluken und Mongolen von 1260 bis 1410.
Bereits als Student von Peter Berghaus war er zeitweilig an den Arbeiten bei dem internationalen Projekt Corpus Nummorum Saeculorum IX–XI qui in Suecia reperti sunt, dem Verzeichnis der wikingerzeitlichen, in großem Maße auch Münzen der islamischen Welt enthaltenden Schatzfunde aus Schweden, beteiligt. Seit 1985 war er Angestellter der Münzen und Medaillen AG in Basel bei gleichzeitigen Lehraufträgen an den Universitäten in Basel und Freiburg.
Nach Übernahme der Sammlung des Amerikaners Steven Album und der Gründung der Forschungsstelle für islamische Numismatik an der Universität Tübingen wurde er 1990 deren Leiter. In dieser Funktion baute er die Sammlung zu einer der weltführenden Sammlungen von Zahlungsmitteln des islamischen Raumes von den Anfängen bis zur Vormoderne auf. Die heutige Sammlung – Islamische Münzen (Museum der Universität Tübingen MUT) – umfasst heute 60.000 Münzen, die in der Schriftenreihe Sylloge Numorum Arabicorum Tübingen publiziert werden. Die Bände Palästina. IVa Bilad as-Sam I und Gazna/Kabul. XIVd Hurasan IV wurden mit den Preisen für die jeweils beste Publikation des Jahres von der englischen Royal Numismatic Society und der American Numismatic Society ausgezeichnet.
Neben der islamkundlichen-numismatischen Lehrtätigkeit an der Universität Tübingen war er dort auch beauftragt mit landesgeschichtlich-numismatischen Lehrveranstaltungen. 2017 trat er in den Ruhestand.
In der Numismatischen Kommission der Länder in der Bundesrepublik Deutschland war er Beisitzer für Islamische Numismatik.

## Auszeichnungen
2017 erhielt er in London die Medaille der Royal Numismatic Society.

## Schriften (Auswahl)
- Die Geschichte der Artuqidenherrschaft von Mardin zwischen Mamluken und Mongolen 1260–1410 AD. Münster 1984, (Münster, Universität, Dissertation, 1985).
- Bilad as-Sam I. (= Sylloge Numorum Arabicorum Tübingen. a = 1: Palästina. 4). Wasmuth, Tübingen u. a. 1993, ISBN 3-8030-1100-0.
- Münzgeschenke und Geschenkmünzen in der mittelalterlichen islamischen Welt. In: Münstersche Numismatische Zeitung. Bd. 14, Nr. 2, 1984, ZDB-ID 628733-5, S. 7–12; Bd. 14, Nr. 3, 1984, S. 15–24; Bd. 14, Nr. 3, 1984, S. 27–34; Bd. 15, Nr. 1, 1985, S. 7–12.
- als Herausgeber mit Sönke Lorenz, Willem B. Stern und Heiko Steuer: Dirham und Rappenpfennig. 2 Bände. Habelt, Bonn 2003–2004;
  - Band (1): Mittelalterliche Münzprägung in Bergbauregionen. Analysenreihen (= Zeitschrift für Archäologie des Mittelalters. Beiheft. 17). 2003, ISBN 3-7749-3086-4;
  - Band 2: Mittelalterliche Münzprägung in Südwestdeutschland (= Zeitschrift für Archäologie des Mittelalters. Beiheft. 19). 2004, ISBN 3-7749-3299-9.
- Die imitativen solidi mancusi. In: Reiner Cunz (Hrsg.): Fundamenta Historiae. Geschichte im Spiegel der Numismatik und ihrer Nachbarwissenschaften. Festschrift für Niklot Klüßendorf zum 60. Geburtstag am 10. Februar 2004 (= Veröffentlichungen der Urgeschichtlichen Sammlungen des Landesmuseums zu Hannover. 51). Schmidt, Neustadt a. d. Aisch 2004, ISBN 3-87707-624-6, S. 91–105.